# Ratpenat murí de Yadong
El ratpenat murí de Yadong (Murina yadongensis) és una espècie de ratpenat de la família dels vespertiliònids. És endèmic de la Regió Autònoma del Tibet (Xina), on viu a altituds de prop de 2.800 msnm. És un ratpenat murí de petites dimensions, amb una llargada de cap a gropa d'uns 28-35 mm. El seu hàbitat natural són els boscos mixtos de coníferes de clima monsònic. El nom específic yadongensis significa ‘de Yadong’ i es refereix a la seva localitat tipus. Com que fou descobert fa poc, encara no se n'ha avaluat l'estat de conservació.